# Pycnophyllum bryoides
Pycnophyllum bryoides är en nejlikväxtart som först beskrevs av Philippi, och fick sitt nu gällande namn av Rohrbach. Pycnophyllum bryoides ingår i släktet Pycnophyllum och familjen nejlikväxter. Inga underarter finns listade i Catalogue of Life.